# Aríccia
Aríccia és un municipi de la ciutat metropolitana de Roma Capital de la regió italiana del Laci. Tenia l'any 2007 18.060 habitants. Antigament va ser una ciutat del Latium a la via Àpia, al peu del mont Albà, a uns 25 km de Roma.

## Història
L'antiga Aricia va ser fundada, segons la tradició per un cap sícul de nom Arquíloc, diu l'historiador Luci Cassi Hemina. Res se'n pot dir del cert, fins que apareix com una poderosa ciutat dins de la Lliga llatina durant el regnat de Tarquini el Superb a Roma, que va trobar l'oposició del cap de la ciutat d'Aricia, Turne Herdoni, que no acceptava el domini dels romans sobre el Latium. La ciutat va ser atacada per Porsenna, rei de la ciutat etrusca de Clúsium després d'haver vençut a Roma, però amb ajut d'altres ciutats del Latium i de Cumes, el va rebutjar, i el fill de Porsenna, Arrunt, va morir en la batalla. Més tard, Aricia va continuar en guerra amb Roma fins que van ser derrotats l'any 498 aC a la batalla del Llac Regillus. L'any 495 aC va lliurar una batalla prop de la ciutat entre els romans i els auruncs on els romans en van sortir vencedors. L'any 493 aC la ciutat va signar un tractat amb el cònsol Espuri Cassi Viscel·lí.
L'any 446 aC va estar en guerra amb els seus veïns d'Ardea, per la possessió del territori que havia estat de Corioli, i la disputa es va sotmetre a l'arbitratge de Roma, que va decidir atribuir-se la possessió del districte a ella mateixa, diuen Titus Livi i Dionís d'Halicarnàs.
Arícia no torna a aparèixer documentada fins a la gran guerra llatina el 340 aC, en què va participar al costat de la Lliga llatina, que va ser derrotada juntament amb Antium, Lanúvium i Velitrae a la vora del riu Astura. A les disposicions que van seguir la guerra els aricins en van sortir ben parats i van obtenir plens drets de ciutadans romans. Sext Pompeu Fest diu que només van obtenir la consideració de civitas sine suffragio. Tenia la categoria de municipi romà i era una ciutat pròspera.
L'any 87 aC la va ocupar i saquejar Gai Mari i a més la va incendiar, però poc després Sul·la la va restaurar i va tornar a prosperar. Allà hi van néixer Àcia, mare d'August, i Marc Aci Balb, avi de l'emperador; tota la família Vocònia era originària de la ciutat.
Durant l'imperi, per la seva situació a la Via Àpia, va continuar la seva prosperitat, fins que les incursions dels bàrbars la van afectar greument.

## Cultura i monuments
El seu monument més important era el temple de Diana, a uns 5 km de la ciutat, en un bosc frondós, situat vora el Lacus Nemorensis, o Speculum Dianae, l'actual Llac de Nemi. El temple era conegut com a Nemus Dianae. La ciutat va rebre el títol de Nemoralis. El sacerdot dedicat al culte de Diana era anomenat rex nemorensis, i sempre havia estat un esclau fugitiu que obtenia el lloc matant el seu predecessor. Per això el sacerdot del temple sempre portava una espasa. Com la majoria de temples posseïa una gran riquesa, i August va retirar alguns tresors per finançar la guerra contra Luci Antoni. No es conserven restes d'aquest temple de Diana, que sembla que se situava vora el llac i que tenia al voltant un petit poble anomenat Nemus. El llac no té cap sortida visible, i sembla que des de molt antic l'aigua sortia per un conducte artificial subterrani. Entre les fonts que l'alimenten en destaca una dedicada a la nimfa Egèria.